# Bulbophyllum porphyrostachys
Bulbophyllum porphyrostachys е вид растение от семейство Орхидеи (Orchidaceae). Видът е почти застрашен от изчезване.

## Разпространение
Разпространен е в Камерун, Република Конго и Нигерия.